# Kuničky
Kuničky település Csehországban, a Blanskói járásban. Kuničky Rájec-Jestřebí, Žďár, Doubravice nad Svitavou és Němčice településekkel határos. Lakosainak száma 260 fő (2024. január 1.).

## Népesség
A település lakosságának változását az alábbi diagram mutatja:
| Lakosok száma | 245  | 344  | 345  | 354  | 318  | 272  | 288  | 296  | 280  | 260  |
|               | 1869 | 1900 | 1921 | 1961 | 1980 | 2011 | 2016 | 2019 | 2021 | 2024 |